# 6353 Семпер
6353 Семпер (6353 Semper) — астероїд головного поясу, відкритий 16 жовтня 1977 року.
Тіссеранів параметр щодо Юпітера — 3,202.